# Герб Вилюйского улуса
Герб муниципального образования «Вилю́йский улу́с (райо́н)» Республики Саха (Якутия) Российской Федерации.
Герб утверждён решением Вилюйского улусного Собрания муниципального образования «Вилюйский улус (район)» № 184 от 16 февраля 2005 года
Герб внесён в Государственный геральдический регистр Российской Федерации под регистрационным номером № 1834.

## Описание герба
Щит листовидно скошен слева золотом и лазурью; правый отросток вместо листа завершён пламенем, левый — сосновой лапой. Во главе семь лазоревых дугообразно расположенных якутских алмазов (фигуры в виде поставленных на угол квадратов, каждый из которых расторгнут на шесть частей: накрест и наподобие двух сходящихся по сторонам стропил).

## Описание символики герба
Поле щита разделено на две — лазоревую и золотую — части. Лазоревое поле символизирует реку Вилюй, кормилицу западных районов Якутии, богатую алмазными и нефтегазовыми месторождениями. Вилюйский район является единственным поставщиком газа и энергии вилюйским и центральным районам республики, отдаёт своё тепло и свет «всем». Что и символизирует лазоревое пламя газа.
Золотое поле щита и сосновые ветки олицетворяют территорию муниципального образования, природной особенностью которого являются «поющие» пески и в изобилии произрастающие сосновые леса. Количество сосновых веток и языков пламени газа — три — отображает известную якутскую идиому «Yc уестээх Булyy», что в переводе означает «Триединый седой Вилюй». В якутской мифологии число три священное.
Алмазы в особой стилизации, аналогичной их стилизации в Государственном гербе Республики Саха (Якутия), обозначают административно-территориальную принадлежность муниципального образования к Республике Саха (Якутия).
Авторы герба: идея — Егоров Петр Николаевич (г. Якутск), компьютерный дизайн — Матвеев Артур Матвеевич (г. Якутск).